# Ineczka mała
Ineczka mała (Incaspiza watkinsi) – gatunek małego ptaka z rodziny tanagrowatych (Thraupidae), występujący w zachodniej części Ameryki Południowej – jest endemitem Andów w północno-zachodnim Peru. W Czerwonej księdze gatunków zagrożonych IUCN klasyfikowany jest jako gatunek narażony (VU, Vulnerable).

## Systematyka
Pierwszego naukowego opisu gatunku dokonał amerykański przyrodnik Frank Michler Chapman w 1925 roku, nadając mu nazwę Incaspiza watkinsi. Opis ukazał się na łamach czasopisma „American Museum Novitates”. Jako miejsce typowe autor wskazał Perico nad rzeką Chinchipe w regionie Cajamarca w Peru. Nie wyróżnia się podgatunków.

### Etymologia
- Incaspiza: Inkowie, rdzenni mieszkańcy Peru w czasie hiszpańskiej konkwisty; greckie σπιζα spiza – „zięba” < σπιζω spizō – „ćwierkać”[11].
- watkinsi: nazwą upamiętniony został Henry „Harry” George Watkins (1886–1933), angielski kolekcjoner mieszkający w Peru w latach 1902–1933[12].

## Morfologia
Niewielki ptak o smukłym, szpiczastym i lekko zaokrąglonym jasnożółtym dziobie. Nogi żółte. Tęczówki ciemnobrązowe. Występuje niewielki dymorfizm płciowy. Samce: głowa i kark szare. Twarz, podgardle, podobnie jak obszar wokół oka i pod nim czarniawe. Policzki, szyja i pierś szare. Dolna część brzucha płowa z szarawym odcieniem, boki szarawe. Pokrywy drugiego rzędu brązowe, pozostałe ciemnoszare z szarymi lub brązowawymi obrzeżami lotek. Ogon czarniawy z białawymi zewnętrznymi krawędziami sterówek. Centralna para sterówek czarna, pozostałe czarniawe z białymi obrzeżami. Samica na głowie ma brązowawe przebarwienie na koronie i karku. Młode osobniki są bardziej matowo ubarwione niż dorosłe, nie mają czarnych elementów na głowie, dziób i nogi bardziej matowe.
Długość ciała 13 cm, masa ciała 20 g. Pozostałe wymiary – samce: długość skrzydła 65 mm, długość ogona 47,5 mm, długość dzioba 14,5 mm; samice: długość skrzydła 61–64 mm, długość ogona 42–46 mm, długość dzioba 14–15 mm.

## Zasięg występowania
Ineczka mała występuje w Andach w dolinie rzeki Marañón, w najbardziej suchym jej regionie (w północno-wschodniej części regionu Cajamarca i przyległej środkowej części regionu Amazonas), także w dolnych partiach dorzeczy dopływów Marañón: Tabaconas, Chinchipe, Utcubamba i Chamaya. Jest gatunkiem osiadłym. Jego zasięg występowania według szacunków organizacji BirdLife International obejmuje tylko około 4,3 tys. km².

## Ekologia
Jego głównym habitatem są suche nizinne zarośla z roślinami z rodziny bromeliowatych. Występowanie tego gatunku kojarzone jest z występowaniem gatunków Mimosa pectinatipinna, Croton thurifer, Pappobolus mathewsii i Acacia riparia. Występuje na wysokościach 350–900 m n.p.m. Długość pokolenia jest określana na 3,8 roku. Żeruje samotnie lub w parach głównie na powierzchni ziemi.

### Rozmnażanie
Niewiele wiadomo o rozrodzie tego gatunku. Młode ptaki obserwowano pomiędzy lutym a kwietniem.

## Status i ochrona
W Czerwonej księdze gatunków zagrożonych IUCN ineczka mała od 2022 roku jest klasyfikowana jako gatunek narażony (VU, Vulnerable); wcześniej uznawano ją za gatunek bliski zagrożenia (NT, Near Threatened). Liczebność populacji jest szacowana na 250–999 dorosłych osobników, a gatunek określany jest jako dość pospolity. Trend populacji oceniany jest jako spadkowy z powodu trwającej degradacji i przekształcania jego siedlisk. Organizacja Birdlife International wymienia 4 ostoje ptaków IBA zamieszkiwane przez ten gatunek.